# Yuxisaurus kopchicki
 Yuxisaurus kopchicki es la única especie conocida del género extinto Yuxisaurus  ("Lagarto De Yuxi") de dinosaurio tireóforo, que vivió a principios del período Jurásico, hace aproximadamente entre 203 a 174 millones de años, desde el Sinemuriense al Toarciense, en lo que hoy es Asia. Encontrado en la  Formación Fengjiahe del suroeste de China. El taxón se recuperó fuera de Ankylosauria en los análisis filogenéticos realizados por los autores.
Yuxisaurus fue nombrado por primera vez en una preimpresión de bioRxiv publicada a fines de 2021. El taxón se publicó formalmente poco después, a principios de 2022. El holotipo del taxón, CVEB 21701, representa un esqueleto parcial que incluye partes del cráneo y al menos 120 osteodermos. El nombre genérico , Yuxisaurus, combina una referencia a la localidad tipo en Yuxi, provincia de Yunnan, China, con el griego "sauros", que significa "lagarto". El nombre específico , Y. kopchicki, honra al biólogo John J. Kopchick. Yuxisaurus era un tireóforo basal. Dependiendo del conjunto de datos, puede ser el taxón hermano del alemán Emausaurus o más basal que Scelidosaurus y eurypodos . El descubrimiento de Yuxisaurus prueba definitivamente que los tireóforos estuvieron presentes en Asia durante el Jurásico temprano, ya que otros posibles registros de tireóforos asiáticos del Jurásico temprano, Bienosaurus y Tatisaurus, son demasiado fragmentarios para ser significativos.
Cladograma de la Topología 1  realizado con la base de datos de Norman.
|  | Emausaurus |
|  |            |
|  | Yuxisaurus |
|  |            |

|  | Scelidosaurus |
|  |               |
|  | Ankylosauria  |
|  |               |

|  | Emausaurus |
|  |            |
|  | Yuxisaurus |
|  |            |

|  | Scelidosaurus |
|  |               |
|  | Ankylosauria  |
|  |               |

|  | Emausaurus |
|  |            |
|  | Yuxisaurus |
|  |            |

|  | Scelidosaurus |
|  |               |
|  | Ankylosauria  |
|  |               |

|  | Emausaurus |
|  |            |
|  | Yuxisaurus |
|  |            |

|  | Scelidosaurus |
|  |               |
|  | Ankylosauria  |
|  |               |

|  | Emausaurus |
|  |            |
|  | Yuxisaurus |
|  |            |

|  | Scelidosaurus |
|  |               |
|  | Ankylosauria  |
|  |               |

|  | Emausaurus |
|  |            |
|  | Yuxisaurus |
|  |            |

|  | Scelidosaurus |
|  |               |
|  | Ankylosauria  |
|  |               |

|  | Emausaurus |
|  |            |
|  | Yuxisaurus |
|  |            |

|  | Scelidosaurus |
|  |               |
|  | Ankylosauria  |
|  |               |

|  | Emausaurus |
|  |            |
|  | Yuxisaurus |
|  |            |

|  | Scelidosaurus |
|  |               |
|  | Ankylosauria  |
|  |               |

Cladograma de la Topología 2  realizado con la base de datos de Maidment et al..

|  | Laquintasaura  |
|  |                |
|  | Scutellosaurus |
|  |                |

|          | Scelidosaurus                                                |
|          |                                                              |
| Eurypoda | \| \| Ankylosauria \| \| \| \| \| \| Stegosauria \| \| \| \| |
|          | \| \| Ankylosauria \| \| \| \| \| \| Stegosauria \| \| \| \| |
|          | Ankylosauria                                                 |
|          |                                                              |
|          | Stegosauria                                                  |
|          |                                                              |

|  | Ankylosauria |
|  |              |
|  | Stegosauria  |
|  |              |

|          | Scelidosaurus                                                |
|          |                                                              |
| Eurypoda | \| \| Ankylosauria \| \| \| \| \| \| Stegosauria \| \| \| \| |
|          | \| \| Ankylosauria \| \| \| \| \| \| Stegosauria \| \| \| \| |
|          | Ankylosauria                                                 |
|          |                                                              |
|          | Stegosauria                                                  |
|          |                                                              |

|  | Ankylosauria |
|  |              |
|  | Stegosauria  |
|  |              |

|          | Scelidosaurus                                                |
|          |                                                              |
| Eurypoda | \| \| Ankylosauria \| \| \| \| \| \| Stegosauria \| \| \| \| |
|          | \| \| Ankylosauria \| \| \| \| \| \| Stegosauria \| \| \| \| |
|          | Ankylosauria                                                 |
|          |                                                              |
|          | Stegosauria                                                  |
|          |                                                              |

|  | Ankylosauria |
|  |              |
|  | Stegosauria  |
|  |              |

|          | Scelidosaurus                                                |
|          |                                                              |
| Eurypoda | \| \| Ankylosauria \| \| \| \| \| \| Stegosauria \| \| \| \| |
|          | \| \| Ankylosauria \| \| \| \| \| \| Stegosauria \| \| \| \| |
|          | Ankylosauria                                                 |
|          |                                                              |
|          | Stegosauria                                                  |
|          |                                                              |

|  | Ankylosauria |
|  |              |
|  | Stegosauria  |
|  |              |

|  | Laquintasaura  |
|  |                |
|  | Scutellosaurus |
|  |                |

|          | Scelidosaurus                                                |
|          |                                                              |
| Eurypoda | \| \| Ankylosauria \| \| \| \| \| \| Stegosauria \| \| \| \| |
|          | \| \| Ankylosauria \| \| \| \| \| \| Stegosauria \| \| \| \| |
|          | Ankylosauria                                                 |
|          |                                                              |
|          | Stegosauria                                                  |
|          |                                                              |

|  | Ankylosauria |
|  |              |
|  | Stegosauria  |
|  |              |

|          | Scelidosaurus                                                |
|          |                                                              |
| Eurypoda | \| \| Ankylosauria \| \| \| \| \| \| Stegosauria \| \| \| \| |
|          | \| \| Ankylosauria \| \| \| \| \| \| Stegosauria \| \| \| \| |
|          | Ankylosauria                                                 |
|          |                                                              |
|          | Stegosauria                                                  |
|          |                                                              |

|  | Ankylosauria |
|  |              |
|  | Stegosauria  |
|  |              |

|          | Scelidosaurus                                                |
|          |                                                              |
| Eurypoda | \| \| Ankylosauria \| \| \| \| \| \| Stegosauria \| \| \| \| |
|          | \| \| Ankylosauria \| \| \| \| \| \| Stegosauria \| \| \| \| |
|          | Ankylosauria                                                 |
|          |                                                              |
|          | Stegosauria                                                  |
|          |                                                              |

|  | Ankylosauria |
|  |              |
|  | Stegosauria  |
|  |              |

|          | Scelidosaurus                                                |
|          |                                                              |
| Eurypoda | \| \| Ankylosauria \| \| \| \| \| \| Stegosauria \| \| \| \| |
|          | \| \| Ankylosauria \| \| \| \| \| \| Stegosauria \| \| \| \| |
|          | Ankylosauria                                                 |
|          |                                                              |
|          | Stegosauria                                                  |
|          |                                                              |

|  | Ankylosauria |
|  |              |
|  | Stegosauria  |
|  |              |